# Sauzahn (Werkzeug)

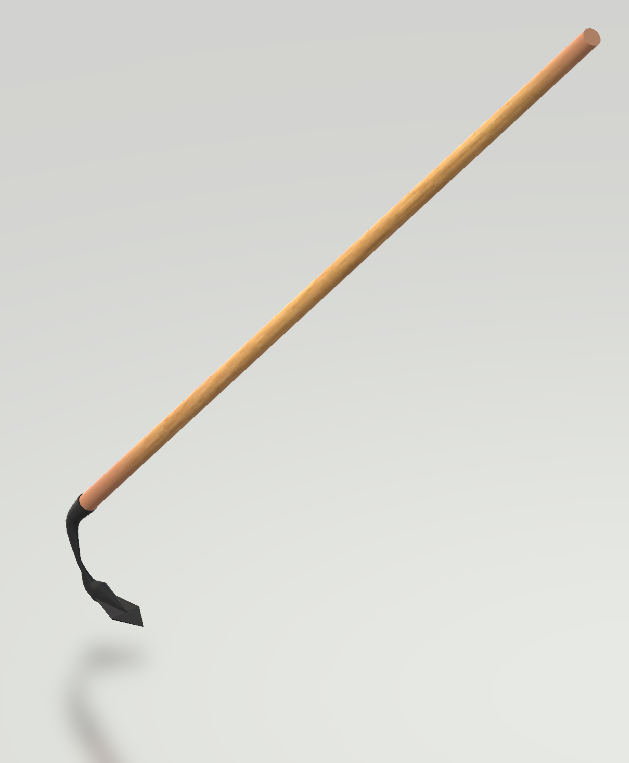
Sauzahn

Der Sauzahn ist ein Gartengerät zur Bodenbearbeitung, das der Lockerung des Bodens dient. Am Stiel ist eine lange sichelförmige Zinke montiert, an deren Spitze sich ein pflugscharförmiges kleines Blatt befindet. Das Blatt an der Spitze kann aus der Zinke ausgeschmiedet oder an ihr angeschweißt sein.
Anders als beim Umgraben mit dem Spaten kann mit dem Sauzahn nur die oberste Bodenschicht (ca. 10 cm tief) gelockert werden. Die natürliche Schichtung des Bodens wird also nicht durcheinandergebracht. Seinen Einsatz findet er daher vor allem im biologischen bzw. ökologischen Gartenbau.
Die Bezeichnung Tiefenlüfter wird für den Sauzahn verwendet, aber auch für andere Geräte und Maschinen mit einer ähnlichen Funktion.